# Pseudotrigonidium affine
Pseudotrigonidium affine är en insektsart som beskrevs av Andrej Vasiljevitj Gorochov 1996. Pseudotrigonidium affine ingår i släktet Pseudotrigonidium och familjen syrsor. Inga underarter finns listade i Catalogue of Life.